# Gubbagylet
Gubbagylet är en sjö i Tingsryds kommun i Småland och ingår i Mörrumsåns huvudavrinningsområde.